# Thalassarche eremita
L'albatro delle Chatham (Thalassarche eremita Murphy, 1930) è un albatro bianco e nero di medie dimensioni che nidifica solamente sulla cosiddetta Piramide, un grosso scoglio roccioso delle Isole Chatham, in Nuova Zelanda. Talvolta viene considerato una sottospecie dell'albatro cauto, T. cauta. Con un peso di 3,1-4,7 kg ed una lunghezza di 90 cm, è il membro più piccolo del gruppo dell'albatro cauto.

## Conservazione
Le condizioni ambientali dell'isoletta su cui si riproduce hanno subito negli ultimi anni un certo peggioramento, tanto che questo uccello è incluso tra le specie in pericolo critico della Lista Rossa della IUCN. La sua popolazione attuale è stimata sulle 11.000 unità.